# Госвелл, Рейчел
Ре́йчел Го́свелл (англ. Rachel Goswell; род. 16 мая 1971, Фэрем, Великобритания) — британская певица, музыкант и автор песен. Приобрела известность как вокалист и гитарист группы Slowdive.

## Профессиональное становление
Интервьюеры интересуются этапами музыкальной карьеры Госвелл. Отвечая на вопросы в 2002 году, Рейчел вспоминает, что интерес к гитаре отец привил ей в самом раннем детстве, хотя она также обучалась игре на фортепиано. В возрасте 15 лет у неё появилась неосуществлённая идея создать в школе группу девушек-гитаристок. Вместо этого Рейчел и её друг детства Нил Халстэд, с которым они одно время обучались игре на классической гитаре, инициировали в 1989 году создание в Рединге рок-группы Slowdive. По поводу музыкальных влияний Халстэд и Госвелл перечисляют разные известные коллективы и их конкретные студийные альбомы: The Primitives, MBV, JAMC, The House of Love, The Velvet Underground, Pink Floyd, The Byrds, Pixies (альбом Doolittle). Лично Рейчел особенно вдохновляло пение Сьюзи Сью.
С группой «Slowdive» Рейчел Госвелл обращается к разным жанрам альтернативного рока — инди-поп, дрим-поп, фолк-рок, экспериментальный рок, шугейзинг, эмбиент, этериал-вейв.
|                       |  |                    |  |
| на Wave-Gotik-Treffen |  | на Primavera Sound |  |

После распада в 1995 году рок-группы Slowdive Рейчел Госвелл, Нейл Халстед и Йен МакКатчеон, сменив название на Mojave 3, продолжили работать сначала втроём, а затем к ним присоединились другие музыканты. Они выпустили пять альбомов, последний из них перед уходом на перерыв — Puzzles Like You в 2006 году.
Свои первые сольные альбомы Рейчел выпустила в 2004 году под названием The Sleep Shelter EP и Waves Are Universal на 4AD Records
.
О готовности всех первоначальных участников группы «Slowdive» вновь вернуться к совместной работе и о возобновлении записей «Мохаве 3» сказал Нейл Халстед в феврале 2014 года.
В интервью 2014 года Госвелл говорит о преодолении препятствий и болезней, которые её преследовали последние шесть лет. Воссоединение их группы «Slowdive» после двух десятилетий вселяет в неё новые надежды. Жизненный опыт, по её признанию, научил смотреть на вещи по-другому, просто наслаждаться мелочами жизни и ценить всё хорошее. На вопрос, какие из старых песен группа хочет возобновить, Рейчел отвечает, что её личный фаворит альбом Souvlaki.

## Оснащение
Оборудование «Рэйчел Госвелл — Slowdive — 1993» включало в себя: Fender Telecaster, Boss OD-2 дисторшн, Yamaha Pro Audio FX-500 блок эффектов и Roland JC-77 Roland Jazz Chorus 2x10 комбо-усилитель.
После воссоздания «Slowdive» в 2014 году главные гитары Рэйчел Госвелл в турах: Custom77 The Roxy — Hollowbody
.

## Дискография
Slowdive
Альбомы:
- Just for a Day (1991)
- Souvaki (1993)
- Pygmalion (1995)
- Slowdive  (2017)

Синглы и Мини-альбомы:
- Slowdive EP (1990)
- Morningrise EP (1991)
- Holding Our Breath EP (1991)
- Catch the Breeze (1991)
- Beach Song / Take Me Down (1992)
- She Calls / Leave Them All Behind (1992)
- Outside Your Room (1993)
- 5 EP (1993)
- 5 EP (In Mind Remixes) (1993)
- Alison (1994)
- Star Roving (2017)
- Sugar for the Pill (2017)

Mojave 3
- Ask Me Tomorrow[англ.] (1995)
- Out of Tune[англ.] (1998)
- Excuses for Travellers[англ.] (2000)
- Spoon and Rafter[англ.] (2003)
- Puzzles Like You[англ.] (2006)

Рейчел Госвелл (соло)
- The Sleep Shelter EP (17 May 2004) 4AD BAD 2402
- Waves Are Universal[англ.] (14 June 2004) 4AD CAD 2414
- Coastline / Plucked single (14 February 2005) 4AD TAD 2501

## Личная жизнь
Госвелл состояла в отношениях с вокалистом и гитаристом группы Slowdive Нилом Холстедом с 1989 по 1993 год, расставшись незадолго до выхода альбома Souvlaki . 
Госвелл была замужем за Кристофером Эндрюсом из Air Cuba с 1994 по 2000 год.  Госвелл встречалась с американским автором песен Марком Козелеком во время эпохи Mojave 3, о которой он упоминал в песне Sun Kil Moon "Garden of Lavender". 
В 2018 году Госвелл вышла замуж за Стива Кларка, тур-менеджера Slowdive. 
В результате вирусной инфекции в 2006 году после воспаления внутреннего уха Рейчел частично оглохла. Появившийся шум в ушах, а также возникавшее головокружение потребовали физиотерапии в течение года и использования слухового аппарата. Ей пришлось прервать на время свои выступления и гастроли с группой Mojave 3.
В 2010 году Рейчел родила сына Джесси, у которого сразу начались серьёзные проблемы со здоровьем из-за врождённого синдрома CHARGE. В пятимесячном возрасте он перенёс операцию на сердце. Мальчик не слышит от рождения, для общения с сыном Рейчел учит британский жестовый язык и отстаивает права родителей глухих детей на свободный доступ к изучению языка жестов. В октябре 2013 года на парламентских дебатах представители Национального сообщества глухих детей
упоминали Рейчел и Джесси.